# Natalia Tena
Natalia Gastiain Tena (Londres, 1 de novembre de 1984) és una actriu i música de nacionalitat anglesa i espanyola. És coneguda per interpretar a Nimfadora Tonks en la saga de pel·lícules Harry Potter i a Osha en la sèrie Game of Thrones. També és membre del grup britànic: Molotov Jukebox. En 2014 va ser premiada en el Festival de Màlaga per interpretar a Alex en la pel·lícula 10.000 km. El 2015 va interpretar a Emma a la sèrie The Refugees.

## Biografia
Natalia Tena és filla d'espanyols, María Tena una secretària natural d'Hornachos (província de Badajoz) i Jesús Andrew Gastiain un fuster basc. Natalia es va educar a Bedales School. És trilingüe, parla anglès, castellà i basc.
Natalia Tena va aprendre a tocar el piano amb la seva mare als cinc anys, influenciada per la música de Chuck Berry. Posteriorment, als 18 anys, Tena va tornar a Londres i va tocar en el metro de Londres. Mentre treballava amb un grup de teatre anomenat KneeHigh, on se li va permetre triar un instrument per a tocar, Tena va decidir aprendre a tocar l'acordió.

### Carrera d'actriu
Tena va fer el seu debut professional donant vida a Ellie a Un nen gran (2002) i va començar a actuar a temps complet en 2003. Ha exercit papers en les adaptacions de Gone to Earth (2004), Mrs. Henderson presenta (2005) i Nights at the circus (2006). També ha aparegut en papers menors en produccions com la telenovel·la Doctors (2005) i la sèrie de televisió Afterlife (2006).
Va interpretar a Nimfadora Tonks en Harry Potter i l'orde del Fènix (2007), pel·lícula adaptada a la novel·la homònima de J. K. Rowling. Va repetir aquest paper en les tres pel·lícules següents de la saga: Harry Potter i el misteri del Príncep (2009), Harry Potter i les relíquies de la Mort (Part 1) (2010) i part 2 (2011).
En 2011 obté un paper recurrent en la sèrie Game of Thrones de HBO, interpretant a la salvatge Osha. La sèrie està basada en la multipremiada sèrie de novel·les Cançó de gel i foc, escrites per George R. R. Martin. Sobre el procés de càsting en el qual Tena va ser triada per al paper, Martin va explicar: —quan estava mirant les audicions per Osha i vaig veure a aquesta actriu [Tena] vaig dir: "Això està malament. És 10 anys més jove i massa bonica. Osha és una dona gran i tenaç". Però quan vaig veure la seva audició simplement em va deixar sense paraules, va estar sensacional. "Ha de ser ella", vaig dir. Cap de les altres Osha tenia possibilitats.
Martin ha expressat el seu desig de millorar la història de Osha en la saga literària gràcies a la seva admiració pel treball de Tena.
Pel final de la tercera temporada Tena havia participat en catorze episodis de la sèrie, i va totalitzar setze per la sisena temporada. En general, la seva participació ha generat crítiques positives i elogis de part dels crítics professionals.
Al setembre de 2011 va coprotagonitzar la comèdia romàntica escocesa You Instead (Tonight You're Mini és el títol altern als Estats Units i Rock'n Love a Espanya). Fou filmada en cinc dies durant el festival T in the Park 2010 a Kinross-shire, Escòcia. El seu paper va ser Morello, la líder de la banda femenina de punk The Dirty Pinks. El film va rebre crítiques de tota índole, en la seva majoria negatives. La interpretació de Tena va portar amb si crítiques generalment bones: diversos crítics van elogiar les interpretacions dels protagonistes, la seva química en pantalla i van qualificar el seu treball com a «convincent». Tena va escriure i va interpretar un parell de cançons per a la pel·lícula.
El 2012 va tenir un paper secundari en la pel·lícula Bel Ami, protagonitzada per Robert Pattinson, interpretant a la prostituta Rachel.
El 29 d'octubre de 2013 va ser guardonada amb el premi "Extremeños de HOY" que atorga el Diario HOY d'Extremadura per la seva labor en la divulgació de la terra d'origen de la seva mare arreu del món.

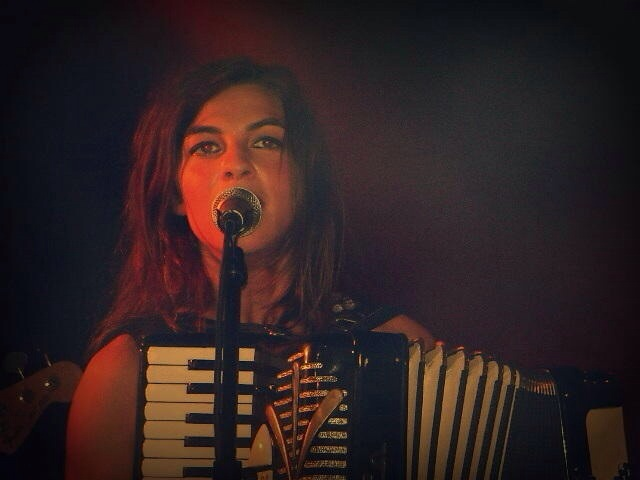
Tena en una de les actuacions de la banda en 2013.

El 29 de març de 2014 10.000 km, l'òpera prima del director Carlos Marques-Marcet es va alçar al Festival de Màlaga, amb la Bisnaga d'Or, el premi principal del certamen. El film elabora una història íntima i commovedora sobre la relació de dos joves a distància. La interpretació de Tena com Alex va ser aclamada per la crítica; a més de ser distingida com a millor actriu al Festival ja esmentat, va rebre diversos altres guardons i nominacions pel seu paper.
El 15 de juliol de 2015 va estrenar el curt Vale dirigit per Alejandro Amenábar per a l'anunci estiuenc d'Estrella Damm. Va actuar al costat de Dakota Johnson i Quim Gutiérrez.
Actualment treballa en la sèrie Origin, com a paper principal al costat de l'actor Tom Felton, conegut popularment pel seu paper de Draco Malfoy i amb qui va compartir elenc a les tres últimes pel·lícules de la saga cinematogràfica de Harry Potter.

### Carrera musical
En 2007 es va unir al grup de música Nat Jenkin and the Delmars, en el que canta i toca l'acordió. En l'actualitat forma part del grup Molotov Jukebox.

## Filmografia

### Llargmetratges
| Any  | Pel·lícula                                       | Paper           | Notes |
| ---- | ------------------------------------------------ | --------------- | --- |
| 2002 | Un nen gran                                      | Ellie           | |
| 2004 | Delusions of Grandeur                            | Suzy            | |
| 2005 | El despertar de l'amor                           | Vera            | |
| 2005 | Mrs. Henderson presenta                          | Peggy           | |
| 2007 | Harry Potter i l'orde del Fènix                  | Nimfadora Tonks | Presta la seva veu al videojoc homònim. |
| 2008 | Lezione 21                                       | Thomson         | |
| 2009 | Harry Potter i el misteri del Príncep            | Nimfadora Tonks | |
| 2010 | Womb                                             | Rose            | |
| 2010 | Ways to Live Forever                             | Annie           | |
| 2010 | Harry Potter i les relíquies de la Mort (Part 1) | Nimfadora Tonks | |
| 2011 | Harry Potter i les relíquies de la Mort (part 2) | Nimfadora Tonks | |
| 2011 | You Instead                                      | Morello         | |
| 2012 | Bel Ami                                          | Rachel          | |
| 2014 | 10.000 km                                        | Alex            | Ganadora — Bisnaga d'or a la millor actriu Guanyadora — Premis Días de Cine a la millor actriu espanyola Guanyadora — Premi Gaudí a la millor protagonista femenina Guantadora — South by Southwest al mellor duo d'actors (amb Carlos Marques-Marcet) Nominada — Medalles del Cercle d'Escriptors Cinematogràfics a la millor actriu revelació Nominada — Premi Feroç a la millor protagonista femenina Nominada — Premi Goya a la millor actriu revelació Nominada — Premi Forqué a la millor interpretació femenina |
| 2014 | 50 Kisses                                        | Leila           | |
| 2015 | SuperBob                                         | Dorris          | |
| 2017 | Amar                                             | Mare de Laura   | |
| 2017 | Terra ferma                                      | Kat             | |
| 2020 | Te quiero, imbécil                               | Raquel          | |
| 2020 | Sangre                                           |                 | |
| 2024 | El hoyo 2                                        | Sahabat         | |

### Cutometratges
| Any  | Obra                           | Paper            | Notes         |
| ---- | ------------------------------ | ---------------- | ------------- |
| 2007 | The 11th Commandment           | Señorita Rowland |               |
| 2009 | The Story of an Every Day Evey | Evey             |               |
| 2012 | Skirt                          | Ella             |               |
| 2014 | Maddie Burns in Hell           | Maddie Burns     |               |
| 2015 | Vale                           | Claudia          |               |
| 2016 | FishWitch                      | Tootega          | Paper de veu. |

### Televisió
| Any       | Sèrie                        | Paper             | Notes                               |
| --------- | ---------------------------- | ----------------- | ----------------------------------- |
| 2004      | The Murder Room              |                   | 1 episodi (sense acreditar).        |
| 2005      | Doctors                      | Amy Emerson       | 1 episodi: «Boundaries».            |
| 2006      | Battleground: The Art of War |                   | 1 episodi: «Waterloo».              |
| 2006      | Afterlife                    | Gemma             | 1 episodi: «Mirrorball».            |
| 2011–2016 | Game of Thrones              | Osha              | Paper recurrent; 16 episodis.       |
| 2012      | Shameless                    | Aparecida         | 1 episodi: «The Brazillian Effect». |
| 2012      | Falcón                       | Christine Ferrera | 4 episodis.                         |
| 2013      | Ambassadors                  | Tanya             | 3 episodis.                         |
| 2014      | Black Mirror                 | Jennifer          | 1 episodi: «White Christmas»        |
| 2015      | Residue                      | Jennifer Preston  | Paper principal; 3 episodis.        |
| 2015      | The Refugees                 | Emma Oliver       | Paper principal; 7 episodis.        |
| 2017      | Wisdom of the Crowd          | Sara Morton       | Paper principal.                    |
| 2018      | Origin                       | Lana Pierce       | Protagonista, 10 episodis           |
| 2019      | The Mandalorian              | Xi'an             | recurrent, 1 episodi                |

### Teatre
| Any  | Obra                 | Paper                           | Notes                                        |
| ---- | -------------------- | ------------------------------- | -------------------------------------------- |
| 2004 | Gone to Earth        | Hazel                           | Shared Experience/Tour al Regne Unit         |
| 2005 | Bronte               | Catherine Earnshaw/Bertha Mason | Shared Experience/Tour al Regne Unit         |
| 2006 | Nights at the Circus | Fevvers                         | Kneehigh Theatre/Tour al Regne Unit          |
| 2008 | The Clean House      | Matilde                         | Tour al Regne Unit                           |
| 2009 | Othello              | Desdemona                       | Royal Shakespeare Company/Tour al Regne Unit |

## Premis
Premis Goya
| Any  | Categoria               | Pel·lícula | Resultat |
| ---- | ----------------------- | ---------- | -------- |
| 2014 | Millor actriu revelació | 10.000 km  | Nominada |

Premis Feroz
| Any  | Categoria                  | Pel·lícula | Resultat |
| ---- | -------------------------- | ---------- | -------- |
| 2015 | Millor actriu protagonista | 10.000 km  | Nominada |

Festival de Màlaga de Cinema Espanyol
| Any  | Categoria                       | Pel·lícula | Resultat   |
| ---- | ------------------------------- | ---------- | ---------- |
| 2014 | Biznaga d'or a la Millor actriu | 10.000 km  | Guanyadora |

Premis Gaudí
| Any  | Categoria                  | Pel·lícula | Resultat   |
| ---- | -------------------------- | ---------- | ---------- |
| 2015 | Millor actriu protagonista | 10.000 km  | Guanyadora |